# Warrior (Nina Sublatti)
Warrior è un brano musicale della cantante georgiana Nina Sublatti. La canzone è stata pubblicata nel marzo 2015 ed ha rappresentato la Georgia all'Eurovision Song Contest 2015, classificandosi all'11º posto finale.

## Video
Il videoclip è stato diretto da David Gogokhia e pubblicato insieme al singolo.

## Tracce
Download digitale
1. Warrior – 3:02